# ساروخان سهندلو
سارو خان سهندلو  اشرافی قدرتمند و بلندپایه از ایل ترکمان سهندلو بود که از سال ١۶٨٢ تا ١۶٩١ به عنوان رئیس محافظ سلطنتی ( قورچی باشی ) خدمت می کرد. در سال ١۶٩٠، او ۴٠ نفر از اعضای طایفه زنگنه را به قتل رساند، که باعث شد شاهقلی خان زنگنه، به شاه سلیمان اعتراض کند و اظهار داشت که ساروخان نام پدر مرحومش شیخ علی خان را تحقیر کرده است اما شاه سلیمان، سارو خان را به خاطر رابطه خوبی که داشتند بخشید. با این حال، این رابطه به زودی پایان یافت، در سال ١۶٩١ سارو خان به دلیل داشتن رابطه عاشقانه با مریم بیگم  عمه شاه و همچنین افشا شدن اینکه رابطه‌ی آنان به برکنار شدن شاه از تخت سلطنت منتهی می‌شده است به فرمان شاه سلیمان گردن زده شد و سر بریده سارو خان را به حضور شاه بردند. به محض این که چشم شاه به سر بریده‌ی او افتاد فریاد کشید و گفتː بسیار خوب خیانت کار. من در خوابم. من در سستی و رخوتم، چنان که تو به دشمنان من نوشتی.